# Seznam slovaških igralcev
Seznam slovaških igralcev.

## B
- Stanislav Barabáš (filmski režiser)
- Paľo Bielik (filmski režiser)
- Yvetta Blanarovičová
- Barbora Bobuľová

## C
- Ladislav Chudík

## D
- František Dibarbora
- Michal Dočolomanský

## F
- Kristína Farkašová
- Katarína Feldeková
- Ctibor Filčík
- Ján Franek

## G
- Katrina Grey

## H
- Leopold Haverl
- Juraj Herz
- Braňo Holiček
- Deana Horváthová
- Andrej Hrnčiar
- Ladislav Hrušovský
- Martin Huba
- Mikuláš Huba
- Terézia Hurbanová Kronerová

## J
- Vilma Jamnická
- Adrian Jastraban
- Daniel Junas
- Danica Jurčová

## K
- Péter Kerekes (režiser)
- Dušan Klein (režiser)
- Jakub Kroner (režiser)
- Ján Kroner
- Janko Kroner
- Jozef Kroner
- Ľudovít Kroner
- Zuzana Kronerová
- Taťána Kuchařová
- Juraj Kukura

## L
- Marián Labuda
- Lukáš Latinák

## M
- Július Matula (filmski režiser)
- Ivan Mistrík
- Ján Mistrík

## N
- Zuzana Norisová
- Dorota Nvotová

## O
- Ivan Ostrokhovsky (filmski režiser)

## P
- Ivan Palúch
- Július Pántik
- Tatiana Pauhofová
- Vladislav Pavlovič

## S
- Július Satinský
- Rudolf Sloboda
- Alžbeta Stanková

## Š
- Anna Šišková
- Zuzana Šulajová
- Silvia Šuvadová

## T
- Pavel Taussig

## U
- Štěfan Uher (filmski režiser)

## V
- Emília Vášáryová

## Z
- Agáta Zimová
- František Zvarík